# 放映新社
株式会社放映新社（ほうえいしんしゃ）は、東京都新宿区に事務所を持つ芸能事務所。1990年12月設立。

## 主なタレント

### 男性
- 大平峻也
- 笠原拓巳
- 坂本直季
- 中澤隆範
- 阪田智靖
- 篠原孝文
- 船崎良
- 照井健仁
- 八頭司悠友
- 奥村等士
- 木原健人

### 女性
- 飯田里穂
- 黒崎セナ
- 星野綾那
- 結木ゆな
- あおきまお
- 結那
- 中川真歩
- らん
- 嶋本よしこ

## 過去に所属していたタレント
- 風見章子（在籍中に死去）
- 秋場悠里